# Canadezenplantsoen
Het Canadezenplantsoen is een plantsoen in Amsterdam-Zuid.
Het plantsoen is een groenstrook tussen de rijbanen van de Apollolaan en de bijbehorende ventweg, bij het begin aan de Hildo Kropbrug. Het plantsoen ligt daar sinds het Plan Zuid uit 1917 van Hendrik Petrus Berlage tot uitvoer werd gebracht. Het ging vanaf de aanleg naamloos door het leven. Een inwoner van de stad stelde in 2019 voor het plantsoen te vernoemen naar de Canadezen. Er werden drie redenen genoemd:
- alsnog een eerbetoon aan hen die in 1945 de stad bevrijdden en langs het plantsoen de stad verder in trokken
- in het plantsoen staat sinds 1980 het beeld Amsterdam dankt zijn Canadezen van Jan de Baat
- in 2020 is het vijfenzeventig jaar geleden dat de bevrijding plaatsvond.